# Mani (secretari)
Mani (en llatí Manius) era la persona que controlava els afers personals de Marc Antoni a Itàlia.
Va ser un dels principals instigadors de la guerra de l'any 42 aC coneguda generalment com a guerra de Perusa organitzada per Luci Antoni i per Fúlvia la dona del triumvir, contra Octavi, mentre Marc Antoni era a l'Orient. L'any 40 aC quan Antoni i Octavi es van reconciliar, Mani va morir executat per ordre del mateix Marc, per destorbar la pau, però en realitat per haver instigat a Fúlvia.